# LY-293,284
LY-293,284 je istraživačka hemikalija. On deluje kao potentan i selektivan pun agonist  receptora. On je izveden putem nekoliko strukturnih simplifikacija na ergolinu baziranih halucinogena, LSD On je selektivan za  sa preko 1000x selektivnošću u odnosu na druge tipove serotoninskog receptora i druge ciljeve. On pokazuje anksiogene efekte u životinjskim studijama.